# Mieczysław Sokołowski (polityk)
Mieczysław Sokołowski (ur. 6 kwietnia 1889 w Moskwie, zm. 12 maja 1981 w Londynie) – ekonomista, działacz polityczny,  minister spraw zagranicznych rządu RP na uchodźstwie (1949–1953).

## Życiorys
Mieczysław Sokołowski urodził się w Moskwie 6 kwietnia 1889. Był synem Ignacego i Marii ze Stankiewiczów-Billewiczów. Ukończył gimnazjum, a następnie prawo w Moskwie. Po 1917 r. wszedł do zarządu Związku Pracowników Polaków. W tym samym roku, poznał swoją przyszła żonę, Marię, córkę Aleksieja Aleksandrowicza Łopuchina, byłego urzędnika carskiego, dyrektora Departamentu Policji, który odegrał znaczącą rolę w zdemaskowaniu Jewno Azefa jako podwójnego agenta.
W 1922 r. wyjechał z Rosji na Litwę, i dalej do Warszawy. Uzyskał posadę w Ministerstwie Przemysłu i Handlu, zajmując się umowami handlowymi z Niemcami i Rosją w pozycji naczelnika Departamentu Handlu.
We wrześniu 1939 ewakuowany z Polski. W 1941 powrócił do pracy w rządzie na uchodźstwie w Londynie. 10 listopada 1943 był w składzie delegacji polskiej na inauguracyjnej sesji UNRRA, był również doradcą finansowym dyrektora tej organizacji, Herberta Lehmana, jednego z założycieli Lehman Brothers. Uczestniczył też jako obserwator  w konferencji Narodów Zjednoczonych w Bretton Woods.
11 sierpnia 1945 przestał pełnić funkcje w tych organach pod presją dyplomacji radzieckiej. Po powrocie do Londynu został kierownikiem wydziału spraw zagranicznych MSZ i od 7 kwietnia 1949 do grudnia 1953 stał na czele tego ministerstwa w gabinetach Tadeusza Tomaszewskiego i Romana Odzierzyńskiego. W lutym 1959 Rada Trzech powierzyła Sokołowskiemu możliwość utworzenia gabinetu według Egzekutywy Zjednoczenia Narodowego, czego nie zdołał osiągnąć.
Działał również w Komitecie Obywatelskim Pomocy Uchodźcom Polskim w Wielkiej Brytanii, Stowarzyszeniu Ekonomistów Polskich w Zjednoczonym Królestwie, Instytucie Spraw Międzynarodowych i Instytucie Morskim. Związany również ze Szkołą Nauk Politycznych i Społecznych w Londynie.
Zmarł w Londynie, gdzie został pochowany na Chiswick Cemetery (Block O, class C, gr. 354).

## Życie prywatne
Pierwsze małżeństwo z Marią Łopuchin zakończyło się rozwodem, z drugiego małżeństwa z Wandą Marią z Heinrichów miał syna i córkę.

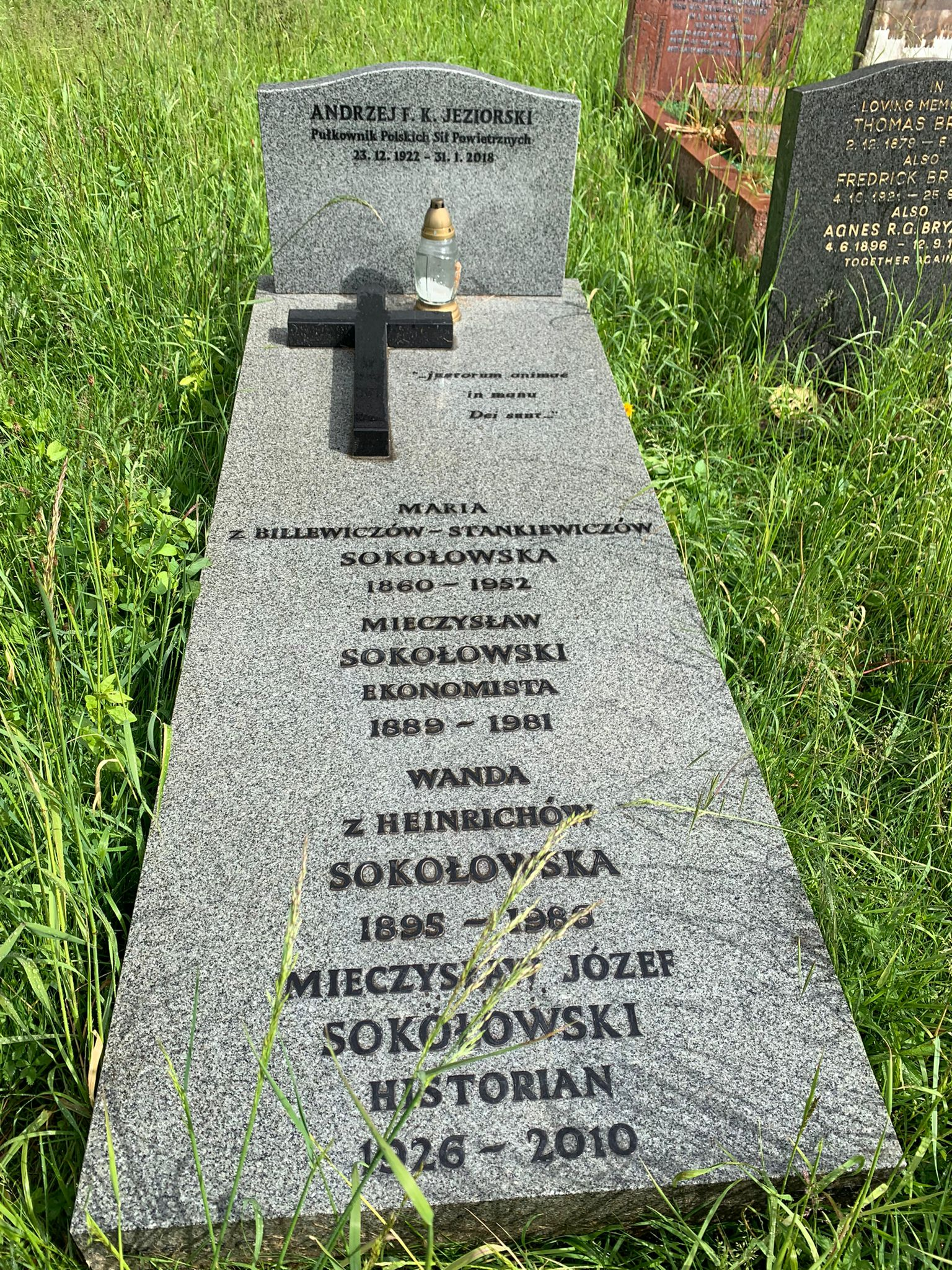
Grób Mieczysław Sokołowskiego na Chiswick Cemetery

## Ordery i odznaczenia
- Krzyż Komandorski z Gwiazdą Orderu Odrodzenia Polski (10 listopada 1938)[3][4]
- Krzyż Komandorski Orderu Odrodzenia Polski (27 listopada 1929)[5]
- Złoty Krzyż Zasługi (9 listopada 1931)[6]
- Order Gwiazdy Białej I klasy (Estonia, 1937)[7]
- Krzyż Wielki Orderu Feniksa (Grecja)
- Komandor z Gwiazdą Orderu Gwiazdy Polarnej (Szwecja, 1936)[8]
- Komandor z Gwiazdą Orderu Krzyża Orła (Estonia, 1935)[9]
- Komandor z Gwiazdą Orderu Chrystusa (Portugalia, 1931)[10]
- Komandor Orderu Legii Honorowej (Francja)
- Order Leopolda (Belgia)